# Zbruč
Lo Zbruč (in ucraino: Збруч; in polacco: Zbrucz) è un fiume dell'Ucraina occidentale, affluente di sinistra del Nistro. Scorre lungo le alture della Podolia; Zbruč è il nome della scultura di una divinità slava del X secolo, che ha forma di colonna con una testa con quattro facce; questa colonna è stata trovata nel 1848 presso il fiume.
Tra il 1772 e il 1793 il fiume ha costituito il confine tra la Galizia (Impero asburgico) e la Polonia, quindi fino al 1807 e dal 1815 al 1918 è stato il confine tra la Galizia (Impero austro-ungarico) e la Russia imperiale. A seguito dell'alleanza polacco-ucraina del 1920, il fiume è divenuto il confine tra Polonia e Ucraina. Dopo la Pace di Riga, il fiume divenne il confine tra la Polonia e l'Unione Sovietica.
Il fiume Zbruč si estende per 247 km e il suo bacino di drenaggio è di 3.330 km².